# Roma Calcio Femminile 2014-2015
Questa voce raccoglie le informazioni riguardanti l'Associazione Sportiva Dilettantistica Roma Calcio Femminile nelle competizioni ufficiali della stagione 2014-2015.

## Stagione
La stagione ebbe ufficialmente inizio con gli incontri di Coppa Italia, con la squadra capitolina impegnata nel triangolare L del turno preliminare di qualificazione e dove, sconfitta in entrambe le partite da Lazio CF e Res Roma, viene subito eliminata.
In campionato la Roma ha disputato un campionato di vertice, totalizzando 61 punti frutto di 19 vittorie, 4 pareggi e 3 sconfitte, risultando con 96 reti realizzate e 20 subite il miglior attacco e la seconda migliore difesa del girone, classificandosi alla fine al secondo posto a 13 punti dall'Acese e prima, a 2 punti, del Chieti.

## Divise e sponsor
La tenuta ripropone lo schema che riprende i colori sociali utilizzati dalla Roma maschile, ovvero maglia e pantaloncini cremisi con inserti oro con calzettoni oro, bianchi o neri per la prima, e completamente bianca tranne i calzettoni, bianchi o oro, per la seconda.
|  | 1ª divisa |  | 2ª divisa |

## Organigramma societario
Area amministrativa
- Presidente: Marco Palagiano
- Segretario: Giulio Casaroli
- Addetto stampa: Mariella Quintarelli

Area tecnica
- Allenatore: Alessandro Vantaggio
- Allenatore in seconda: Nicola Bonafine
- Preparatore dei portieri: Antonio Belli
- Preparatore atletico: Daniele Caringi

## Rosa
| N. |                    | Ruolo | Calciatrice            |
| -- | ------------------ | ----- | ---------------------- |
|    | Italia (bandiera)  | P     | Valentina Casaroli     |
|    | Italia (bandiera)  | P     | Licia Felicella        |
|    | Italia (bandiera)  | P     | Roberta Valeriani      |
|    | Italia (bandiera)  | D     | Martina Bartolini      |
|    | Italia (bandiera)  | D     | Federica Bevilacqua    |
|    | Italia (bandiera)  | D     | Eleonora Bischi        |
|    | Italia (bandiera)  | D     | Chiara Capitta         |
|    | Italia (bandiera)  | D     | Federica Jasmeen Giura |
|    | Italia (bandiera)  | D     | Sara Lucci             |
|    | Italia (bandiera)  | D     | Gioia Mancini          |
|    | Italia (bandiera)  | D     | Anna Maria Matrone     |
|    | Italia (bandiera)  | D     | Arianna Monti          |
|    | Romania (bandiera) | D     | Mihaela Nita           |
|    | Italia (bandiera)  | C     | Giorgia Bartolucci     |
|    | Italia (bandiera)  | C     | Noemi Carosi           |
|    | Italia (bandiera)  | C     | Martina Ceccarelli     |

| N. |                       | Ruolo | Calciatrice                 |
| -- | --------------------- | ----- | --------------------------- |
|    | Italia (bandiera)     | C     | Giulia De Luca              |
|    | Italia (bandiera)     | C     | Giorgia De Vecchis          |
|    | Italia (bandiera)     | C     | Chiara Lorè                 |
|    | Italia (bandiera)     | C     | Noemi Novelli               |
|    | Italia (bandiera)     | C     | Elena Proietti              |
|    | Italia (bandiera)     | C     | Ilenia Rossi                |
|    | Italia (bandiera)     | C     | Silvia Santacroce           |
|    | Italia (bandiera)     | C     | Valentina Simeone           |
|    | Italia (bandiera)     | C     | Diletta Topazio             |
|    | Italia (bandiera)     | C     | Maria Iole Volpi (capitano) |
|    | Italia (bandiera)     | A     | Alice Angeletti             |
|    | Italia (bandiera)     | A     | Valeria Narduzzi            |
|    | Italia (bandiera)     | A     | Elisa Novelli               |
|    | Italia (bandiera)     | A     | Emanuela Pedullà            |
|    | Montenegro (bandiera) | A     | Marija Vukčević             |

## Calciomercato

### Sessione estiva
| Acquisti | Acquisti           | Acquisti                | Acquisti   |
| R.       | Nome               | da                      | Modalità   |
| -------- | ------------------ | ----------------------- | ---------- |
| D        | Eleonora Bischi    | Graphistudio Tavagnacco | definitivo |
| D        | Gioia Mancini      | ???                     |            |
| D        | Anna Maria Matrone | Virtus Romagna          |            |
| C        | Martina Ceccarelli | Grifo Perugia           |            |
| C        | Noemi Novelli      | Fiano Romano            |            |
| C        | Diletta Topazio    | Lazio CF                |            |
| A        | Elisa Novelli      | Fiano Romano            |            |
| A        | Marija Vukčević    | Res Roma                | definitivo |

| Cessioni | Cessioni           | Cessioni | Cessioni |
| R.       | Nome               | a        | Modalità |
| -------- | ------------------ | -------- | -------- |
| D        | Fabiana Fusco      | ???      |          |
| C        | Alessandra Barreca | ???      |          |
| C        | Roberta Duò        | ???      |          |
| C        | Ilaria Filippi     | Roma XIV |          |
| D        | Martina Morelletti | ???      |          |
| A        | Luana Corradino    | Lazio CF |          |
| A        | Melania Martinovic | Acese    |          |

## Risultati

### Serie B

#### Girone di andata
| Arbitro: | Roca (Foggia) |

|  |           |                                                |
|  | Marcatori | 11’, 60’ Novelli 35’ (rig.), 52’, 65’ Vukčević |

| Arbitro: | Impenna (Rieti) |

|                            |           |                             |
| Novelli 38’ Vukčević 90+1’ | Marcatori | 56’ Privitera 90+4’ Marrone |

| Arbitro: | Vitucci (Sulmona) |

|  |           |                                                                                    |
|  | Marcatori | 8’ Ceccarelli 15’, 43’ Vukčević 21’ Novelli 30’ (rig.) Proietti 35’ Volpi 85’ Lorè |

| Arbitro: | Carrione (Castellammare di Stabia) |

|                                                           |           |  |
| Novelli 2’, 23’ Vukčević 53’ Ceccarelli 77’ Angeletti 90’ | Marcatori |  |

| Arbitro: | Catanoso (Reggio Calabria) |

|  |           |                                  |
|  | Marcatori | 12’ De Vecchis 36’, 57’ Vukčević |

| Arbitro: | Foresta (Nola) |

|                                      |           |  |
| Mancini 65’ Novelli 70’ Vukčević 86’ | Marcatori |  |

| Arbitro: | Vergaro (Bari) |

|  |           |                                 |
|  | Marcatori | 58’, 74’ Ceccarelli 88’ Mancini |

#### Girone di ritorno
| Arbitro: | Centi (Viterbo) |

|                       |           |                   |
| Lucci 14’ Novelli 41’ | Marcatori | 61’, 75’ Carrozzi |

| Arbitro: | Mazzarà (Palermo) |

|  |           |                         |
|  | Marcatori | 9’ Vukčević 71’ Simeone |

### Coppa Italia
| Arbitro: | Giuseppe Zuffada (Sulmona) |

|  |           |                               |
|  | Marcatori | 75’ Di Paolo 90’ (aut.) Lucci |

| Arbitro: | Cesidio Casalvieri (Avezzano) |

|           |           |  |
| Simonetti | Marcatori |  |

## Statistiche

### Statistiche di squadra
| Competizione | Punti | In casa | In casa | In casa | In casa | In casa | In casa | In trasferta | In trasferta | In trasferta | In trasferta | In trasferta | In trasferta | Totale | Totale | Totale | Totale | Totale | Totale | DR  |
| Competizione | Punti | G       | V       | N       | P       | Gf      | Gs      | G            | V            | N            | P            | Gf           | Gs           | G      | V      | N      | P      | Gf     | Gs     | DR  |
| ------------ | ----- | ------- | ------- | ------- | ------- | ------- | ------- | ------------ | ------------ | ------------ | ------------ | ------------ | ------------ | ------ | ------ | ------ | ------ | ------ | ------ | --- |
| Serie B      | 61    | 13      | 10      | 2       | 1       | 54      | 10      | 13           | 9            | 2            | 2            | 42           | 10           | 26     | 19     | 4      | 3      | 96     | 20     | +76 |
| Coppa Italia | -     | 1       | 0       | 0       | 1       | 0       | 2       | 1            | 0            | 0            | 1            | 0            | 1            | 2      | 0      | 0      | 2      | 0      | 3      | -3  |
| Totale       | -     | 14      | 10      | 2       | 2       | 54      | 12      | 14           | 9            | 2            | 3            | 42           | 11           | 28     | 19     | 4      | 5      | 96     | 23     | +73 |

### Andamento in campionato
| Giornata  | 1 | 2 | 3 | 4 | 5 | 6 | 7 | 8 | 9 | 10 | 11 | 12 | 13 | 14 | 15 | 16 | 17 | 18 | 19 | 20 | 21 | 22 | 23 | 24 | 25 | 26 |
| --------- | - | - | - | - | - | - | - | - | - | -- | -- | -- | -- | -- | -- | -- | -- | -- | -- | -- | -- | -- | -- | -- | -- | -- |
| Luogo     | T | C | T | C | T | C | T | C | T | C  | C  | T  | C  | C  | T  | C  | T  | C  | T  | C  | T  | C  | T  | T  | C  | T  |
| Risultato | V | N | V | V | V | V | V | V | N | V  | V  | V  | V  | N  | P  | V  | V  | V  | V  | V  | V  | P  | P  | V  | V  | P  |
| Posizione |   |   |   |   |   |   |   |   |   |    |    |    |    |    |    |    |    |    |    |    |    |    |    | 2  | 2  | 2  |

Legenda:

Luogo: C = Casa; T = Trasferta. Risultato: V = Vittoria; N = Pareggio; P = Sconfitta.

### Statistiche delle giocatrici
| Giocatore     | Serie B  | Serie B | Serie B     | Serie B    | Coppa Italia | Coppa Italia | Coppa Italia | Coppa Italia | Totale   | Totale | Totale      | Totale     |
| Giocatore     | Presenze | Reti    | Ammonizioni | Espulsioni | Presenze     | Reti         | Ammonizioni  | Espulsioni   | Presenze | Reti   | Ammonizioni | Espulsioni |
| ------------- | -------- | ------- | ----------- | ---------- | ------------ | ------------ | ------------ | ------------ | -------- | ------ | ----------- | ---------- |
| A. Angeletti  | 4        | 1       | 0           | 0          | ?            | ?            | ?            | ?            | 4+       | 1+     | 0+          | 0+         |
| M. Bartolini  | ?        | ?       | ?           | ?          | ?            | ?            | ?            | ?            | ?        | ?      | ?           | ?          |
| G. Bartolucci | 2        | 0       | 0           | 0          | ?            | ?            | ?            | ?            | 2+       | 0+     | 0+          | 0+         |
| F. Bevilacqua | 8        | 0       | 0           | 0          | ?            | ?            | ?            | ?            | 8+       | 0+     | 0+          | 0+         |
| E. Bischi     | 13       | 2       | 2           | 1          | ?            | ?            | ?            | ?            | 13+      | 2+     | 2+          | 1+         |
| C. Capitta    | 5        | 0       | 0           | 0          | ?            | ?            | ?            | ?            | 5+       | 0+     | 0+          | 0+         |
| L. Capparelli | 3        | 0       | 0           | 0          | ?            | ?            | ?            | ?            | 3+       | 0+     | 0+          | 0+         |
| N. Carosi     | 12       | 1       | 2           | 1          | ?            | ?            | ?            | ?            | 12+      | 1+     | 2+          | 1+         |
| V. Casaroli   | 23       | -17     | 0           | 1          | ?            | -?           | ?            | ?            | 23+      | -17+   | 0+          | 1+         |
| M. Ceccarelli | 25       | 9       | 1           | 0          | ?            | ?            | ?            | ?            | 25+      | 9+     | 1+          | 0+         |
| G. De Luca    | 2        | 0       | 0           | 0          | ?            | ?            | ?            | ?            | 2+       | 0+     | 0+          | 0+         |
| G. De Vecchis | 25       | 7       | 0           | 0          | ?            | ?            | ?            | ?            | 25+      | 7+     | 0+          | 0+         |
| L. Felicella  | 5        | -3      | 0           | 0          | ?            | ?            | ?            | ?            | 5+       | -3+    | 0+          | 0+         |
| F. Giura      | ?        | ?       | ?           | ?          | ?            | ?            | ?            | ?            | ?        | ?      | ?           | ?          |
| C. Lorè       | 22       | 2       | 0           | 0          | ?            | ?            | ?            | ?            | 22+      | 2+     | 0+          | 0+         |
| S. Lucci      | 24       | 2       | 6           | 0          | ?            | ?            | ?            | ?            | 24+      | 2+     | 6+          | 0+         |
| G. Mancini    | 14       | 2       | 1           | 0          | ?            | ?            | ?            | ?            | 14+      | 2+     | 1+          | 0+         |
| A. M. Matrone | ?        | ?       | ?           | ?          | ?            | ?            | ?            | ?            | ?        | ?      | ?           | ?          |
| A. Monti      | 1        | 0       | 0           | 0          | ?            | ?            | ?            | ?            | 1+       | 0+     | 0+          | 0+         |
| V. Narduzzi   | 6        | 0       | 0           | 0          | ?            | ?            | ?            | ?            | 6+       | 0+     | 0+          | 0+         |
| M. Nita       | 5        | 0       | 0           | 0          | ?            | ?            | ?            | ?            | 5+       | 0+     | 0+          | 0+         |
| E. Novelli    | 25       | 23      | 0           | 0          | ?            | ?            | ?            | ?            | 25+      | 23+    | 0+          | 0+         |
| N. Novelli    | 11       | 0       | 0           | 0          | ?            | ?            | ?            | ?            | 11+      | 0+     | 0+          | 0+         |
| E. Pedullà    | 5        | 1       | 0           | 0          | ?            | ?            | ?            | ?            | 5+       | 1+     | 0+          | 0+         |
| E. Proietti   | 26       | 6       | 2           | 0          | ?            | ?            | ?            | ?            | 26+      | 6+     | 2+          | 0+         |
| I. Rossi      | 12       | 1       | 0           | 0          | ?            | ?            | ?            | ?            | 12+      | 1+     | 0+          | 0+         |
| S. Santacroce | ?        | ?       | ?           | ?          | ?            | ?            | ?            | ?            | ?        | ?      | ?           | ?          |
| V. Simeone    | 22       | 2       | 1           | 0          | ?            | ?            | ?            | ?            | 22+      | 2+     | 1+          | 0+         |
| D. Topazio    | 12       | 1       | 0           | 0          | ?            | ?            | ?            | ?            | 12+      | 1+     | 0+          | 0+         |
| R. Valeriani  | -        | -       | -           | -          | ?            | ?            | ?            | ?            | 0+       | 0+     | 0+          | 0+         |
| M. I. Volpi   | 25       | 4       | 0           | 0          | ?            | ?            | ?            | ?            | 25+      | 4+     | 0+          | 0+         |
| M. Vukčević   | 21       | 32      | 1           | 1          | ?            | ?            | ?            | ?            | 21+      | 32+    | 1+          | 1+         |